# 南高北低
南高北低（なんこうほくてい）は、気圧配置の一種。
日本付近から見て南が高く北が低い気圧配置であり、夏期に典型的に現れる。日本の南または南東海上に太平洋高気圧があって日本付近を覆い、大陸が低気圧となっている気圧配置を「夏型の気圧配置」や「南高北低型」という。